# لوكاس هيلر
لوكاس هيلر (بالألمانية: Lukas Heller)‏ هو كاتب سيناريو ألماني، ولد في 21 يوليو 1930 في كيل في ألمانيا، وتوفي في 2 نوفمبر 1988.

## وصلات خارجية
- لوكاس هيلر على موقع IMDb (الإنجليزية)
- لوكاس هيلر على موقع أول موفي (الإنجليزية)
- لوكاس هيلر على موقع قاعدة بيانات الفيلم (الإنجليزية)